# Испанский вариант (повесть)
«Испанский вариант» — повесть из цикла о работе советского разведчика Штирлица, он же Максим Максимович Исаев. Написана в 1973 году Юлианом Семёновым. В книге рассказывается о работе русского разведчика в Испании, во время гражданской войны.
Заметная часть использованных автором деталей сюжета основана на тех главах мемуаров Кима Филби «Моя тайная война», в которых он описывает свою работу корреспондентом при штабе генерала Франко.
В этой книге появляется новый персонаж, впоследствии участвовавший в романе «Экспансия» — Клаудиа, любовница Штирлица.

## Сюжет
В Испании гремит гражданская война. Ян Пальма, латышский журналист, выполняя задание советской разведки, старается выкрасть чертежи самолётов «Мессершмитт». За ним идёт гестапо в лице Хагена и СД в лице Штирлица, но последний, являясь советским разведчиком, делает всё возможное, чтобы помочь Яну, тем более, что советская разведка давно заинтересована в такого рода сведениях. После выполнения задания Штирлиц возвращается в Берлин, Хаген разжалован в рядовые за провал операции, Пальма улетает в безопасное место, откуда даёт шифрограмму своей возлюбленной, которая одновременно является сигналом советской разведке об окончании операции — чертежи у Штирлица.
По книге в 1980 году был снят одноимённый фильм.